# Ruud van Nistelrooy
Rutgerus Johannes Martinius van Nistelrooij (Oss, Brabante Septentrional, 1 de julio de 1976), más conocido como Ruud van Nistelrooy, es un exfutbolista y entrenador de fútbol neerlandés. Jugaba como delantero. Actualmente está sin club.
Debutó en el FC Den Bosch en la temporada 1993-94. Fue traspasado cuatro años después al Sportclub Heerenveen y después al PSV Eindhoven con el que se proclamó en dos ocasiones campeón de la Eredivisie y máximo goleador del campeonato. Fue traspasado al Manchester United, con el que ganó cuatro títulos, entre ellos una Premier League, y se fue al Real Madrid, con el que ganó dos ligas. Después de una temporada en la que apenas jugó cuatro partidos fue traspasado al Hamburgo SV. En junio de 2011 llegó para firmar por el Málaga CF. Anuncia su retiro oficialmente el 14 de mayo del 2012, siendo el Málaga C.F. su club de retiro.
Con la selección de fútbol de los Países Bajos disputó 70 encuentros, en los que anotó 35 goles. Entre las competiciones más importantes que disputó están la Eurocopa 2004, en la que anotó cuatro goles, la Copa Mundial de Fútbol de 2006, en la que anotó un gol, y la Eurocopa 2008, en la que volvió a anotar dos goles.

## Carrera como jugador

### Inicios

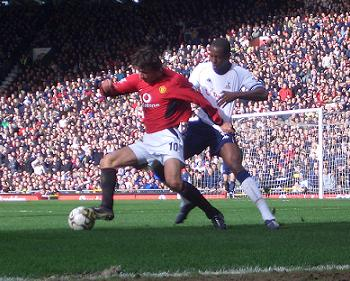
En un partido del Manchester United ante el Tottenham Hotspur.

Su primer equipo fue el FC Den Bosch, con el que debutó en la temporada 1993/94 en la segunda división neerlandesa el 3 de mayo de 1994 ante el ADO Den Haag, partido que perdió por 5 a 1 y en el cual entró en el minuto 52 por René Nijhuis. Aquí fue convertido de defensa central a delantero centro, después de jugar durante un tiempo como defensa para el Nooit Gedacht y el Magriet. Tras pasar 4 años en el equipo (en la Eerste Divisie), y tras anotar 12 goles en 31 encuentros en la temporada 1996/97 (máximo anotador del equipo), fue traspasado por 360.000 euros al Sportclub Heerenveen en 1997, club en el cual anotó 13 goles en 30 apariciones en la única temporada que estuvo en el club, la 1997-98 en la que terminaron en sexta posición. Con este club además disputó la Copa Intertoto de la UEFA 1997, su primera competición europea, en la que debutó el 21 de junio ante el FC Dinamo-93 Minsk. Sin embargo, no anotó ningún gol en 4 partidos y su equipo fue eliminado en la fase de grupos. En la Copa disputó 5 partidos y anotó 2 goles, para ser terceros ya que perdieron en semifinales ante el Ajax Ámsterdam, pero ganaron el partido por el tercer puesto ante el FC Twente.

### PSV Eindhoven
Su capacidad goleadora llamó la atención del PSV Eindhoven, que lo contrató el día de su vigesimosegundo cumpleaños, en 1998, por 6,3 millones de euros, un récord entre los clubes neerlandeses. Nada más llegar al club, el 16 de agosto de 1998, se adjudicó la Supercopa de los Países Bajos ante el Ajax Ámsterdam por 2 goles a 0. Esa temporada su entrenador fue Bobby Robson, terminó como máximo goleador de la Eredivisie 1998-99, con 31 tantos en 34 partidos, y fue nombrado Futbolista del año en los Países Bajos, aunque su equipo fue tercero a 19 puntos del Feyenoord Róterdam. En la Liga de Campeones accedieron a la fase de grupos, pero fueron terceros tras el 1. FC Kaiserslautern y el SL Benfica. Disputó 7 partidos y anotó 6 goles, incluyendo los tres que anotó al HJK Helsinki. En la Copa derrotaron al Excelsior Róterdam, al AZ Alkmaar y al FC Eindhoven, pero fueron derrotados en semifinales por el Fortuna Sittard. Ruud disputó 5 partidos y anotó 3 goles.
Eric Gerets sustituyó a Robson en el banquillo y Ruud convirtió 29 goles en 23 encuentros (máximo goleador), en la temporada 1999-00, en la cual se adjudicaron el título de liga, además de ser por segunda ocasión "Futbolista del año en los Países Bajos". En la Liga de Campeones llegaron a la fase de grupos, pero nuevamente fueron eliminados, quedando últimos del grupo compuesto por el Valencia CF, el Bayern de Múnich y el Rangers FC. Anotó 3 goles en 8 partidos. Según una entrevista a The Daily Telegraph en 2001, el entrenador del Manchester United Alex Ferguson dijo que su hijo Darren le había recomendado fichar a Van Nistelrooy inmediatamente. Ferguson envió representantes a ver un partido del PSV, y al día siguiente firmaron un contrato con el jugador.
El traspasó se realizó en 18,5 millones de libras en el verano de 2000. Se organizó una rueda de prensa para confirmar el fichaje, pero se anunció un retraso para comprobar su estado de forma. Días más tarde, el 6 de marzo de 2000 se lesionó en los ligamentos cruzados de la rodilla, en un partido amistoso. Pese a estar casi tres meses sin jugar, fue nuevamente "Jugador neerlandés del año" y terminó entre los candidatos de la "Bota de Oro ESM". Tras un año de rehabilitación, reapareció con los reservas anotando 2 goles frente al Sparta de Róterdam el 1 de marzo de 2001. Su regreso al primer equipo se produjo dos días después, frente al Roda y finalmente disputó 10 partidos, en los que anotó 2 goles para ayudar a su equipo a ganar el título de liga. En la Copa eliminaron al FC Den Bosch, al Roda JC y al Sportclub Heerenveen, antes de alcanzar la final ante el FC Twente. El encuentro fue muy igualado y se decidió a los penaltis, con victoria final para el Twente por 4 a 3. Ruud disputó 2 encuentros y anotó 3 goles. Cuando el fichaje por el Manchester se completó en abril de 2001, tuvieron que pagar 500.000 libras adicionales al PSV.

### Manchester United

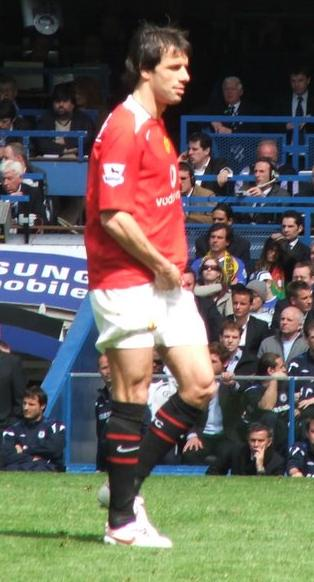
En el Manchester United en abril de 2006.

Exactamente un año después de que el Manchester United tratara de ficharlo, el mismo club lo contrató por 19 millones de dólares, la cifra más alta pagada hasta entonces por el club. Firmó el contrato por cinco años, después de pasar la revisión médica. Desde su llegada a Old Trafford se erigió como un delantero letal, anotó 23 goles en 32 encuentros de liga (segundo máximo anotador a un gol de Thierry Henry) y rompió el récord de Mark Stein, Alan Shearer y Henry, después de marcar en ocho encuentros consecutivos de liga. Además, en la Liga de Campeones anotó 10 goles en 14 partidos (máximo anotador) y ayudó a su equipo a llegar a semifinales, donde fueron eliminados, por el mayor valor de los goles como visitante, ante el Bayer Leverkusen. En la Premier League fueron superados por el Arsenal FC, que les aventajó en 10 puntos, fueron eliminados en la FA Cup en la cuarta ronda y perdieron la Charity Shield ante el Liverpool FC por 2 a 1, con gol suyo. Sin embargo, ganó el Premio PFA al jugador del año, el Premio PFA de los Fans al jugador del año, fue incluido en el equipo del año de la Premier League y fue en dos ocasiones (diciembre y febrero) el Jugador del mes en la Premier League.
En la temporada 2002/03 el equipo ganó el título, con una diferencia de 5 puntos respecto al Arsenal. Anotó 25 goles en 34 partidos (máximo goleador del torneo), incluyendo tres tripletes y otra vez consiguió anotar en ocho encuentros consecutivos. En la FA Cup disputó 3 partidos y anotó 4 goles, pero fueron eliminados en la quinta ronda ante el Arsenal. En la Copa de la Liga disputó 4 partidos y anotó 1 gol, aunque perdieron en la final ante el Liverpool FC por 2 goles a 0. En la Liga de Campeones fueron los primeros en ambos grupos que disputaron, pero en los cuartos de final fueron eliminados por el Real Madrid por un global de 6 a 5. Con 14 goles en 11 encuentros fue el máximo goleador de la competición y elegido como mejor delantero por la UEFA. También fue el Jugador del año y del mes del abril en la Premier League, y su gol ante el Fulham FC fue nombrado Gol del mes (marzo).
Empezó la temporada 2003/04 como había terminado la anterior, anotando dos veces en sus dos primeros partidos, con lo cual batió el récord de partidos consecutivos anotando, 10. Su gol número 100 como jugador del Manchester fue el 7 de febrero de 2004, ante el Everton FC, terminando la temporada con 20 goles en 32 partidos (tercero máximo goleador tras Henry y Shearer), aunque el equipo terminó en tercera posición a 15 puntos del Arsenal. Fue incluido en el equipo del año de la Premier League por segunda vez en su carrera. En la FA Cup eliminaron al Aston Villa, al Northampton Town, al Manchester City, al Fulham y al Arsenal FC antes de disputar la final ante el Millwall FC, al que ganaron por 3 goles a 0, dos de ellos suyos (anotó 6 goles en 4 partidos en la competición). Este fue el segundo título de la temporada después de haberse adjudicado el 10 de agosto la Community Shield ante el Arsenal. La victoria fue a los penaltis tras el empate a 1 (Ruud falló uno de los penaltis). En la Liga de Campeones fueron primeros en la fase de grupos, en la cual solo cedieron tres puntos ante el VfB Stuttgart. Sin embargo, contra pronóstico fueron eliminados en los octavos de final ante el FC Oporto (terminaron ganando el torneo) por 3 a 2 en el global. Anotó 4 goles en 7 encuentros. El 4 de marzo de 2004 se divulgó una lista elaborada por el exfutbolista Pelé a petición de la FIFA, con los mejores futbolistas en la que aparecía Ruud.
En la temporada 2004/05 solo pudo jugar 17 partidos en liga, debido a una lesión y anotó 6 goles, siendo el equipo tercero a 18 puntos del Chelsea FC. En la Liga de Campeones fueron segundos en la fase de grupos, tras el Olympique Lyonnais, pero fueron derrotados en los octavos de final ante el AC Milan. El 16 de septiembre de 2004, marcó ante el Lyon su 30.º gol en Europa con el Manchester, superando el récord de Denis Law como máximo anotador. Law declaró estar encantado por Ruud. Terminó anotando 8 goles en 7 partidos y se convirtió otra vez en el máximo anotador de la competición. En la FA Cup anotó 2 goles en 3 partidos y alcanzaron la final ante el Arsenal, sin embargo, en esta ocasión perdieron a los penaltis tras el empate a 0. A final de año se publicó la autobiografía del medio francés Patrick Vieira, en la que afirmó: 

Ruud van Nistelrooy es un tramposo y un cobarde que es sigiloso cuando toca hacer faltas a otros jugadores. Todo el mundo piensa que es un gran tipo, pero realmente es un hijo de puta. Tiene un historial de incidentes que por lo general han pasado inadvertidos.

Su último año en el club fue en la temporada 2005/06, en la que anotó 21 goles en 35 encuentros de liga (segundo máximo anotador), en la cual fueron segundos a 8 puntos del Chelsea FC. En la FA Cup fueron eliminados por el Liverpool en la 5.ª ronda, pero se adjudicaron la Copa de la Liga tras derrotar al Wigan Athletic en el Millennium Stadium por 4 goles a 0 (disputó el segundo partido de semifinales y anotó un gol). En la Liga de Campeones fueron eliminados en la fase de grupos tras ser superados por el Villarreal CF, el Benfica y el Lille OSC. Anotó 2 goles en 8 partidos. Tras estar en el banquillo durante la final de la Copa de la Liga y seis partidos consecutivos en liga, comenzó a especularse con problemas con Alex Ferguson. Volvió al equipo ante el West Ham United y el Bolton Wanderers, pero no ante el Charlton Athletic debido a un enfrentamiento con Cristiano Ronaldo. El 9 de mayo, Setanta Sports anunció que en dicha discusión con Ronaldo le dijo: "vete a llorar a tu papa", en referencia al asistente Carlos Queiroz. Ferguson se quejó de que Ruud, enfadado por la decisión, había dejado el estadio tres horas antes del comienzo del encuentro. En total anotó 150 goles para el Manchester en 219 partidos disputados.

### Real Madrid

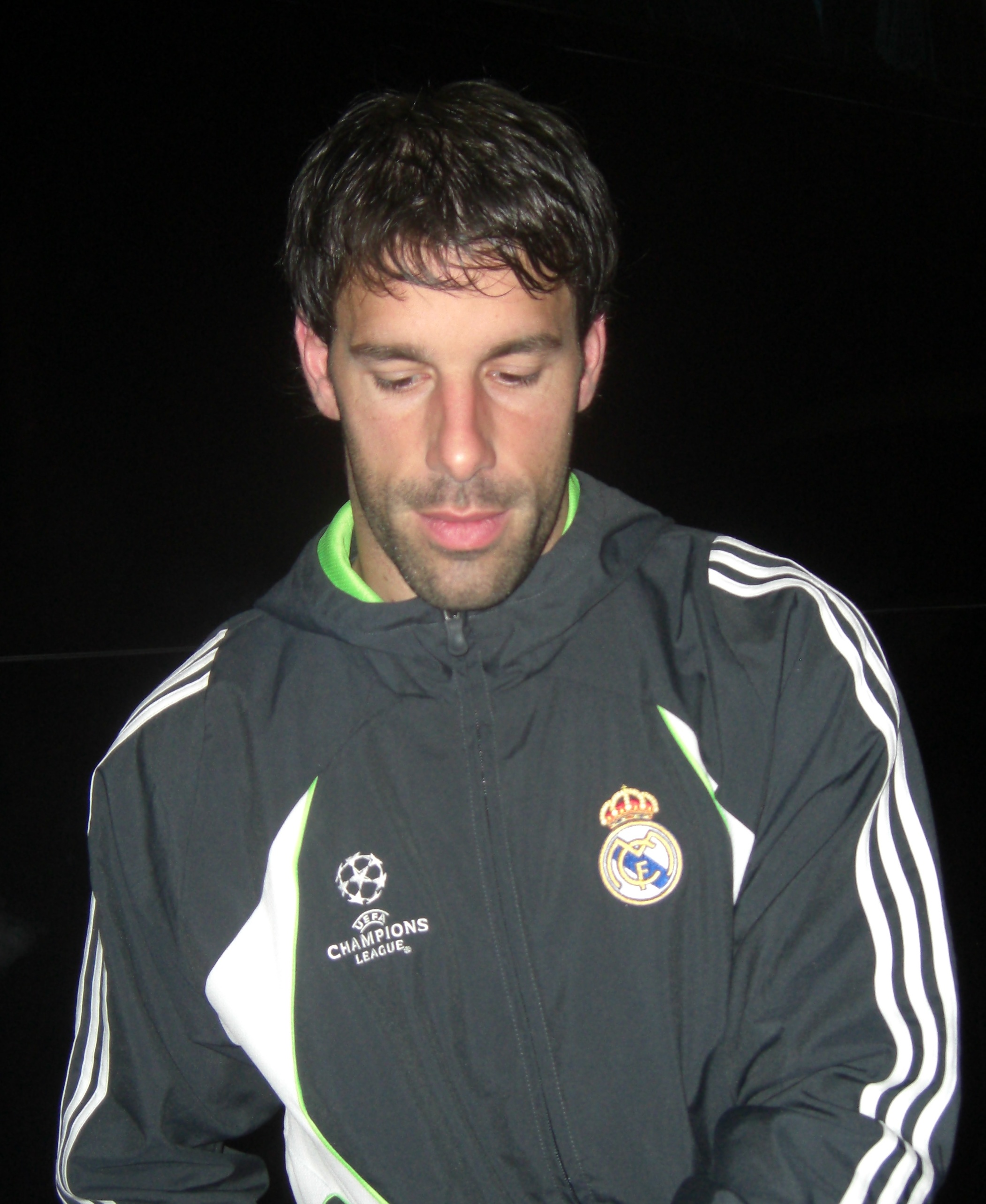
Ruud con el uniforme del Real Madrid.

El 15 de julio de 2006, Ferguson confirmó que Ruud quería dejar el equipo, y dos semanas más tarde, el 27 de julio, el Real Madrid anunció que lo había fichado por tres años por una cantidad cercana a los 15 millones de euros. A pesar de tener ofertas mejores, tanto el club como el jugador del Manchester United, decidió fichar por el Madrid por un sueldo de unos 5,5 millones de euros netos por año. Marcó un triplete en su segundo encuentro de liga ante el Levante UD y el 12 de noviembre anotó los cuatro goles de su equipo ante el CA Osasuna. Ganó el título de liga con 76 puntos, los mismos que el FC Barcelona, además se adjudicó el Pichichi tras anotar 25 goles en 37 encuentros, formó parte del once ideal de la temporada en el Premio Don Balón y del L'Équipe, y tras anotar 14 goles en 14 encuentros batió el récord de Hugo Sánchez marcando en 7 partidos consecutivos. Jugó contra el FC Barcelona en el Camp Nou, donde hizo dos goles en el empate de su equipo 3 a 3. Al final se quedó a tan solo un gol de la Bota de Oro, ya que en el último partido ante el RCD Mallorca, cayó lesionado a los pocos minutos de comenzar el encuentro. En la Liga de Campeones anotó 6 goles en 7 partidos, pero el equipo no pudo pasar de los octavos de final ya que fue eliminado por el Bayern Múnich.

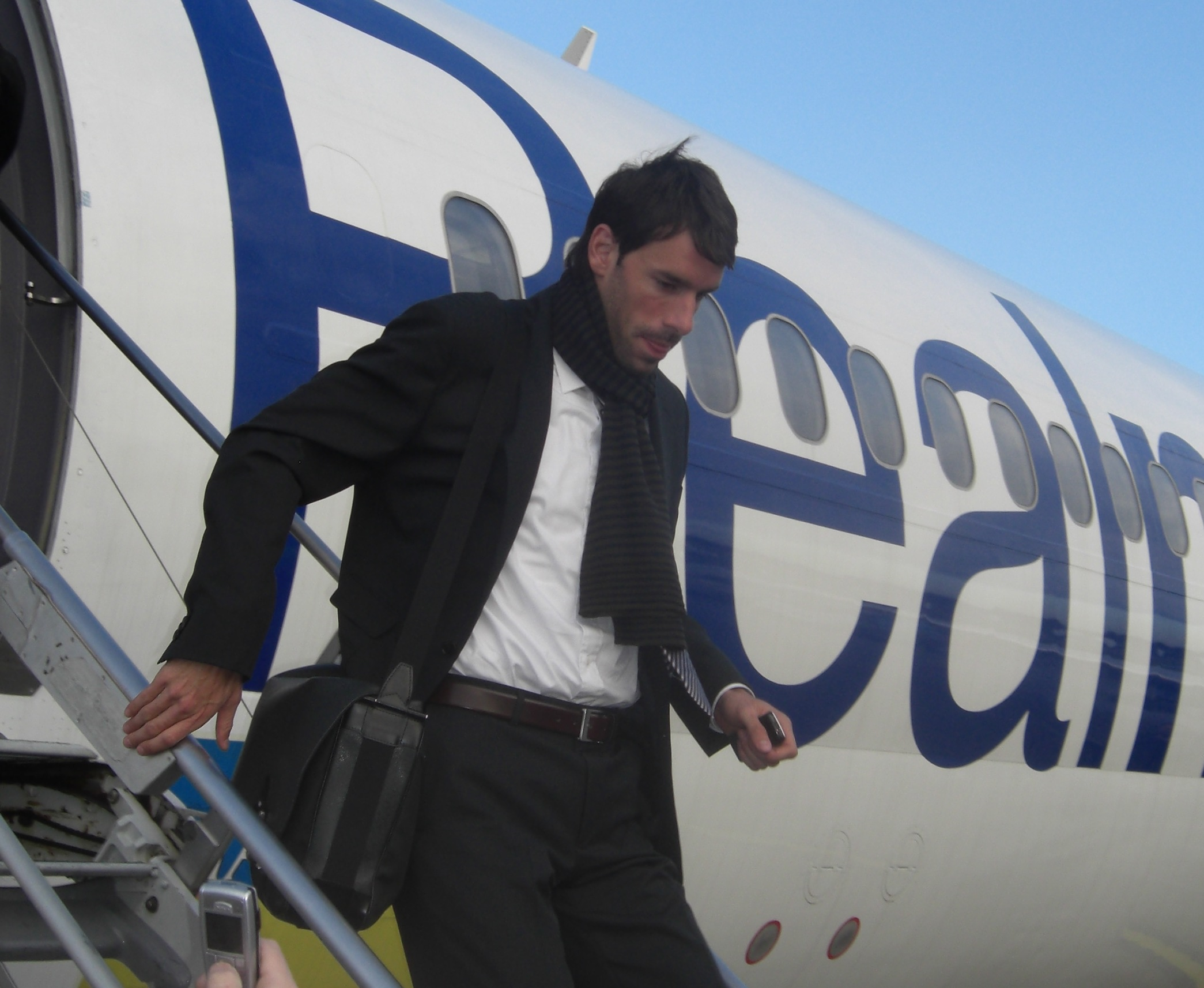
Van Nistelrooy, bajando del avión del Real Madrid

En la siguiente temporada, sufrió una lesión que le mantuvo fuera de los terrenos de juego durante gran parte de la temporada. En enero de 2008, firmó una extensión de su contrato hasta 2010, y reapareció tras operarse del tobillo, anotando un gol ante el FC Barcelona en la victoria por 4 a 1. Finalizó con 16 goles en 24 partidos en liga, y ayudó a su equipo a ganar el título por encima del Villareal CF. En la Liga de Campeones anotó 4 goles en 7 encuentros, y tras ser primeros en la fase de grupos, una vez más fueron eliminados en los octavos de final, ante el AS Roma. En la Copa del Rey, como el año anterior, fueron eliminados en los octavos de final.

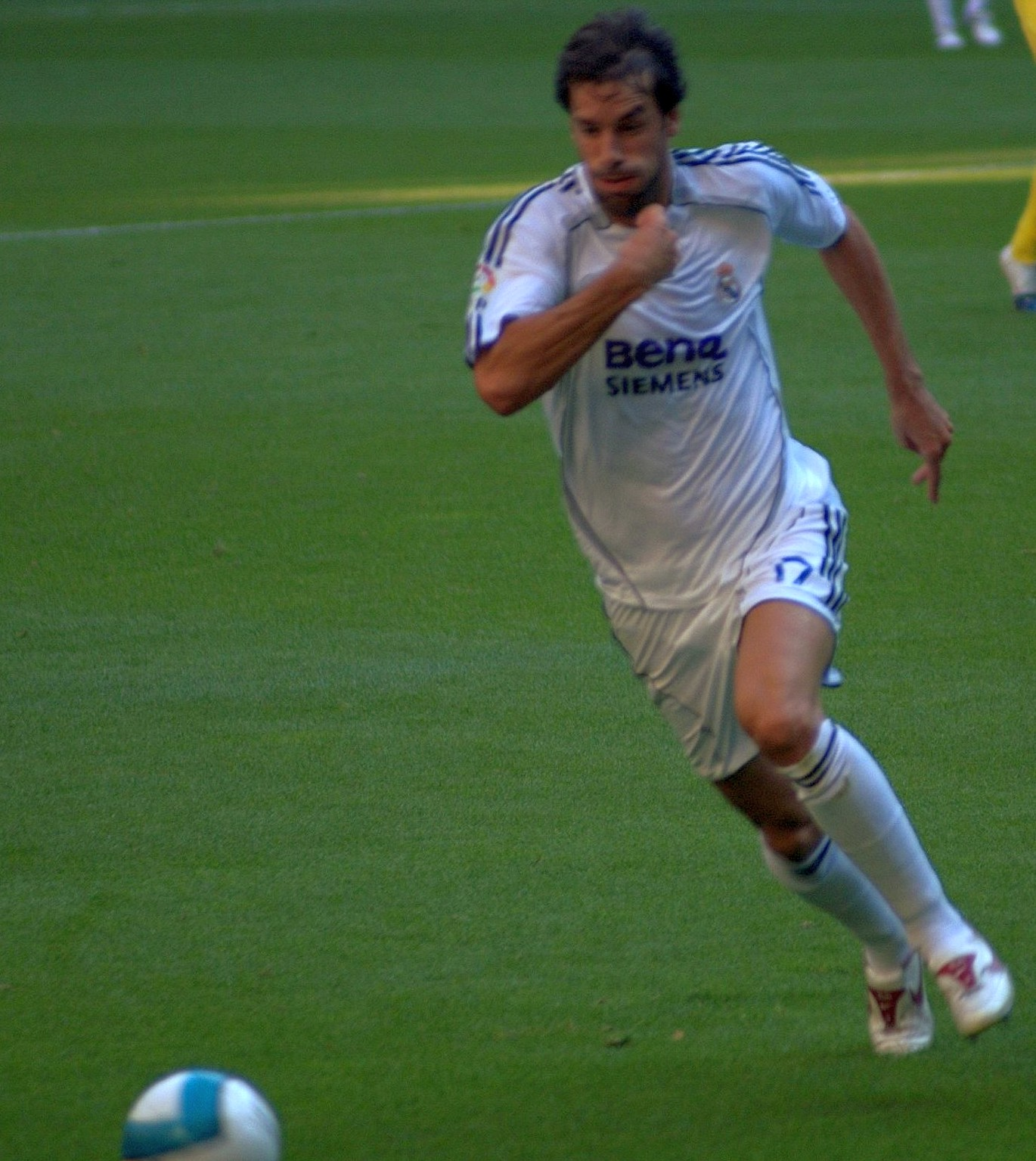
Con el Real Madrid en un partido de liga, en la campaña 2006-07.

En agosto se adjudicó la Supercopa de España que el año anterior se les había escapado ante el Sevilla FC. En esta ocasión el rival fue el Valencia CF y tras ser derrotados en la ida, se impusieron por 4 a 2, con un gol suyo. El 13 de noviembre de 2008, el doctor estadounidense Richard Steadman, que ya trató su grave lesión de rodilla en el PSV Eindhoven, detectó, tras realizarle una artroscopia, que tenía afectados el menisco, el ligamento medio y el cartílago de la rodilla derecha, por lo que tenía que pasar por quirófano y permanecer 8 meses de baja. Terminó la Liga con 4 goles en 6 partidos, y el equipo fue segundo a 9 puntos del FC Barcelona. En la Liga de Campeones fueron segundos de grupo, y pasaron a los octavos de final, donde fueron derrotados por 5 a 0 en el global ante el Liverpool FC. Anotó 3 goles en 4 encuentros.
El 24 de agosto de 2009, volvió a pisar un terreno de juego después de casi un año. Fue en el trofeo Santiago Bernabéu, en el que el conjunto blanco venció por 4 a 0 al Rosenborg. El 20 de septiembre de 2009 jugó su primer partido oficial tras la lesión, al ingresar en el terreno de juego sustituyendo a Cristiano Ronaldo a los 79 minutos del partido que les enfrentó al Xerez CD, en la 3.ª jornada de Liga. Diez minutos después, en su único disparó a puerta del partido, anotó el quinto gol de los blancos, pero al apoyar la rodilla izquierda sobre el césped en el remate, sufrió una rotura en el cuádriceps que le tuvo nuevamente en el dique seco durante 5 semanas. Volvió a jugar el 27 de octubre de 2009, en el partido de ida de la Copa del Rey frente al AD Alcorcón, donde perdieron por 4 a 0. También disputó 8 minutos del partido de la Liga de Campeones ante el AC Milan. El 24 de enero de 2010, minutos antes del comienzo del choque ante el Málaga CF, saltó al terreno de juego como despedida antes de partir a Alemania. Florentino Pérez y Jorge Valdano le otorgaron un trofeo, además de una tremenda ovación por parte de los aficionados del equipo.

### Hamburgo SV
El 22 de enero de 2010, ante la falta de minutos en el club blanco por la dura competencia por un puesto con Gonzalo Higuaín, Karim Benzema, Cristiano Ronaldo y Raúl, y por su deseo de ser convocado por su selección para disputar la Copa Mundial de 2010 en Sudáfrica, se acordó su traspaso al Hamburgo SV de la Bundesliga. Firmó un contrato de 18 meses (hasta junio de 2011) y el acuerdo se hizo oficial el sábado 23 de enero. Resultó determinante en la victoria de su equipo ante el VfB Stuttgart (3-1), ya que el neerlandés firmó dos de los tres tantos de su equipo. Entró al campo en el minuto 65, cuando el partido estaba igualado (1-1) y el Stuttgart dominaba el compromiso, y en apenas diez minutos, dio la vuelta al partido en dos minutos. En la UEFA Europa League anotó en los dieciseisavos de final ante el RSC Anderlecht y en los octavos ante el Standard de Lieja. Alcanzaron las semifinales de dicha competición pero fue superados por el Fulham FC. En la liga terminaron en séptimo puesto con 52 puntos, por lo que no se clasificaron para jugar competiciones europeas.

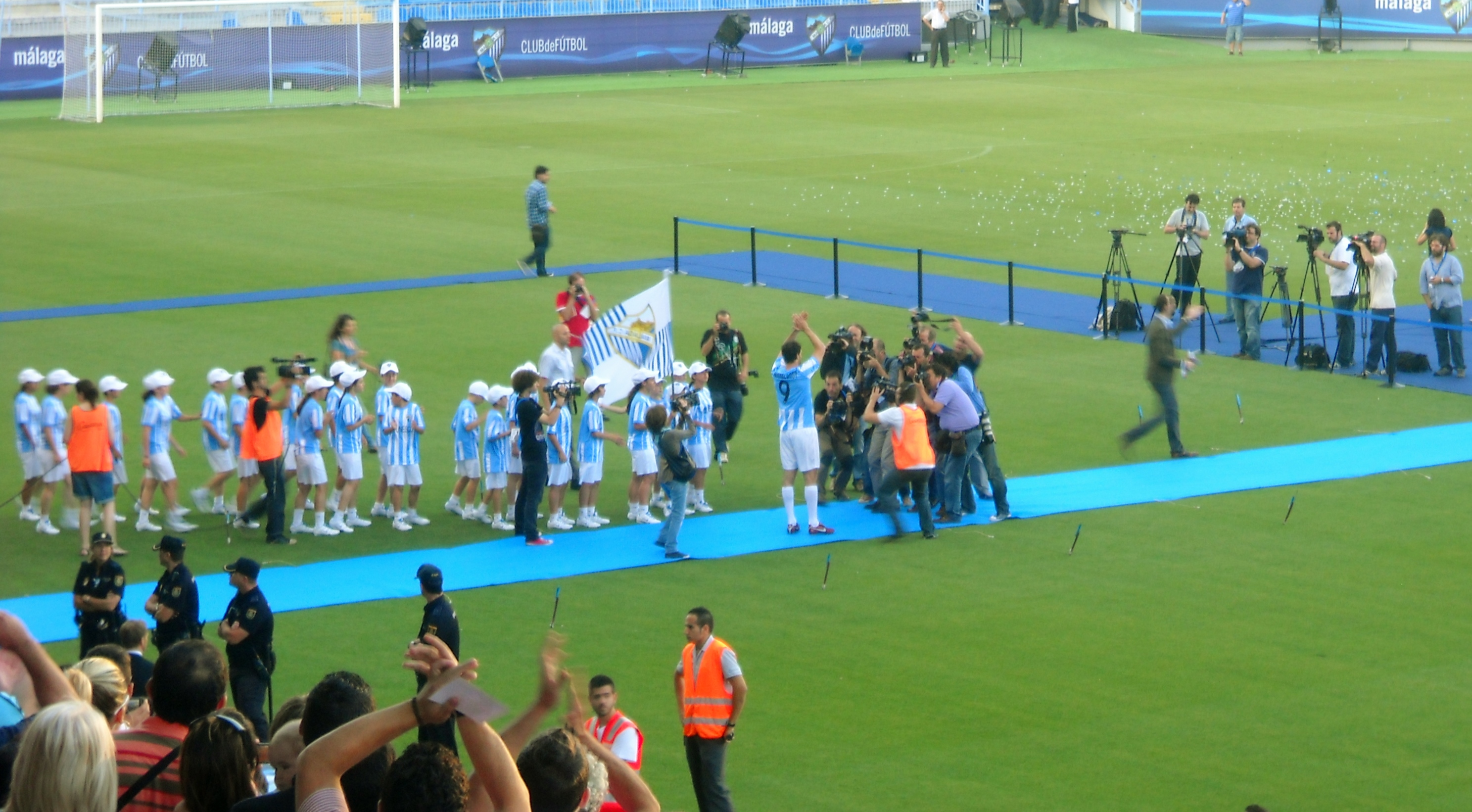
Presentación de Ruud como jugador malaguista el 1 de junio de 2011, en el Estadio La Rosaleda.

En enero de 2011, su anterior club, el Real Madrid, mostró interés en repescarlo para el resto de la temporada por la escasez de delanteros en la plantilla. Para la temporada 2010/11 el club madrileño solo contaba con dos delanteros centro, Gonzalo Higuaín y Karim Benzema, dado que Raúl también fue traspasado a un club alemán en verano (Schalke 04), y al poco de iniciarse la temporada a Higuaín se le diagnosticó una hernia discal, lo cual le tuvo de baja más de la mitad de la temporada. Ruud no ocultó en ningún momento su ilusión por volver a un club por el que siente mucho cariño, pero el Hamburgo no se mostró en ningún momento dispuesto a negociar y el jugador afrontó el resto de la temporada hasta que cumplió su contrato.

### Málaga C.F.
Firmó con el Málaga C. F. el 1 de junio de 2011 con 35 años de edad, un contrato para la temporada 2011/2012 con opción a otra más. Su primera aparición pública como jugador del equipo fue el mismo día de su llegada, en el acto en el cual el club y la Unesco firmaron un acuerdo de colaboración que tuvo lugar en el Museo Picasso Málaga. En sus primeras palabras tras ser presentado afirmó que "Quiero ayudar a este equipo con muchos goles". El día 2 de junio fue presentado en el estadio de La Rosaleda ante unos 15.000 espectadores.
Durante esta temporada disputó un total de 28 partidos en Liga, pero solo anotó cuatro goles, pese a lo cual ayudó a su equipo a estar en la parte alta de la clasificación. El 14 de mayo del 2012, un día después del último partido de Liga, en el cual el Málaga C.F. conseguiría una histórica clasificación para la Liga de Campeones de la UEFA, se retiró del fútbol profesional tras dar una emotiva rueda de prensa.

## Selección nacional

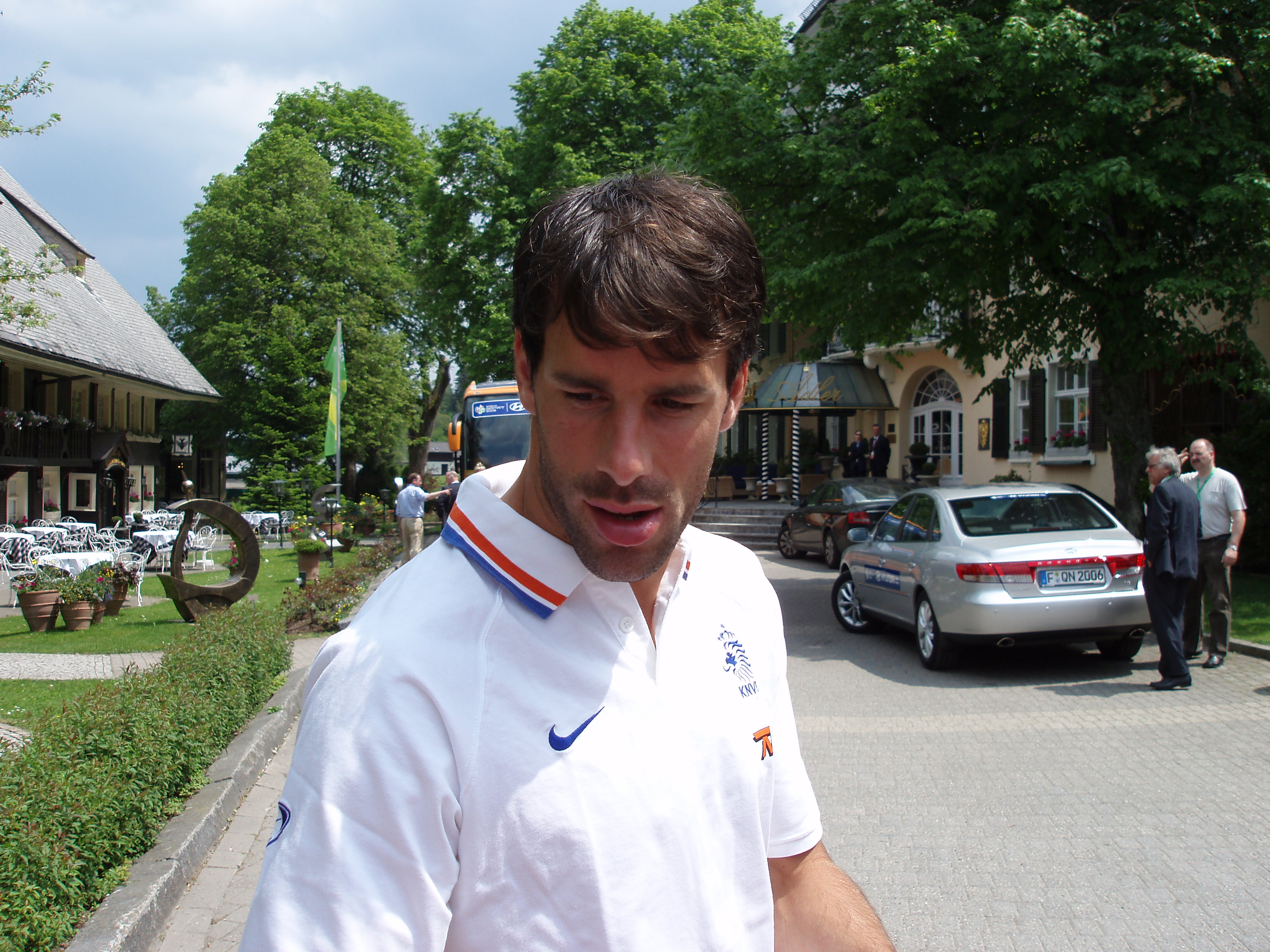
En Alemania durante la Copa Mundial de fútbol 2006.

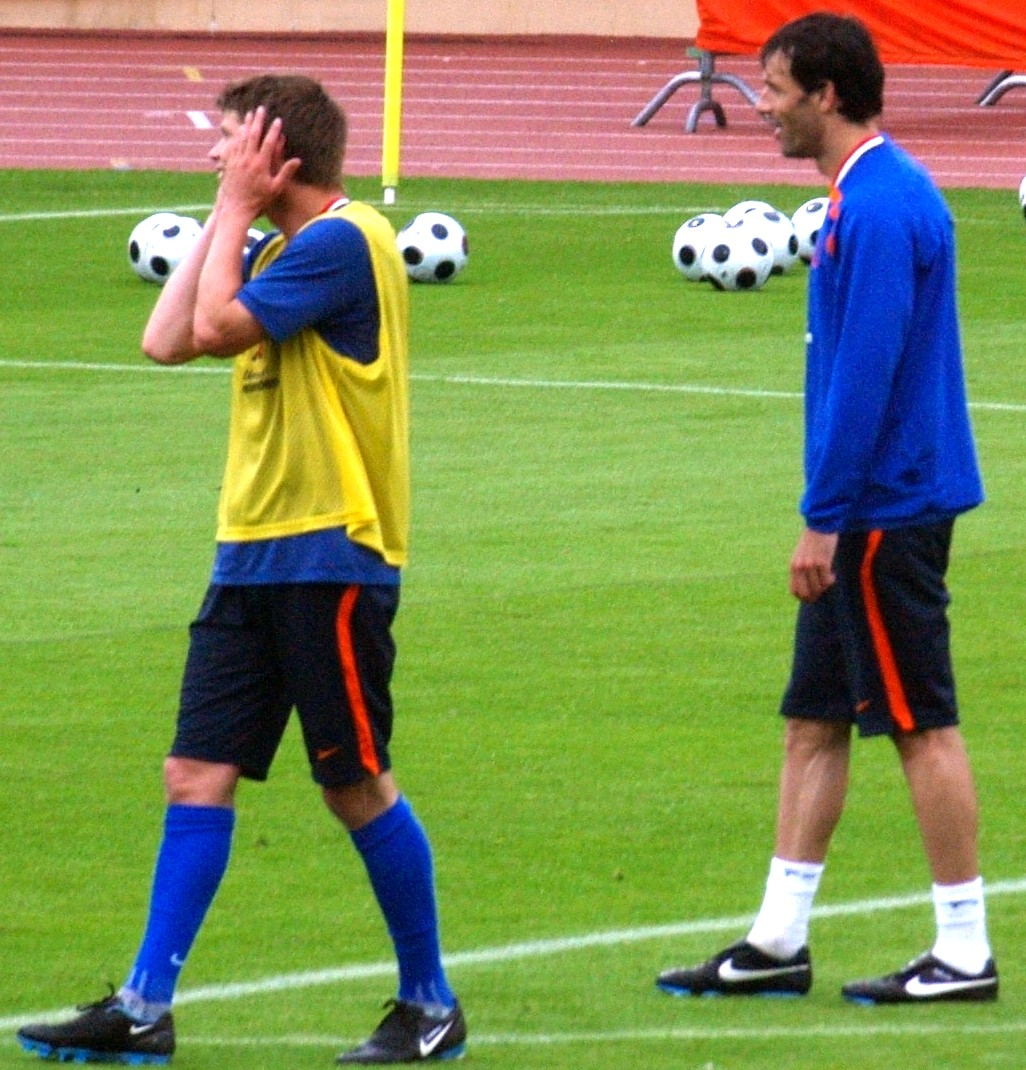
Van Nistelrooy (derecha) junto a Klaas-Jan Huntelaar en un entrenamiento para la Eurocopa de 2008.

Disputó algún partido con la selección sub-21 de los Países Bajos, en la que debutó ante Turquía el 10 de octubre de 1997. Después ha sido internacional con la selección de los Países Bajos, con la que debutó el 18 de noviembre de 1998 en un empate a un gol contra Alemania. Ha jugado 64 veces anotando en 33 ocasiones. Después de varios amistosos durante el año 1999, no pudo disputar la Eurocopa 2000 por una lesión. Entre los siguientes partidos que disputó, jugó 5 de clasificación para la Copa Mundial de 2002 y anotó 6 goles, pero no fueron suficientes para clasificarse, ya que fueron terceros del grupo 2 por detrás de la selección de fútbol de Portugal y de la selección de fútbol de Irlanda.

### Eurocopa 2004
Disputó 7 partidos de clasificación para la Eurocopa 2004 y anotó 5 goles, ayudando a su selección a clasificarse como segunda de grupo tras la República Checa. Participó en la Eurocopa 2004, marcando 4 goles en 6 encuentros (segundo máximo anotador), todos ellos en la primera fase, uno ante la República Checa, otro a Alemania y dos a Letonia. En los cuartos de final se enfrentaron a Suecia y empataron a 0. En los penaltis Cocu falló, pero por parte de los suecos lo hicieron Ibrahimović y Mellberg. En las semifinales se enfrentaron a los anfitriones, selección de fútbol de Portugal, ante los que perdieron por 2 goles a 1. Fue nombrado parte del "Equipo ideal UEFA All-Star".

### Copa Mundial de 2006

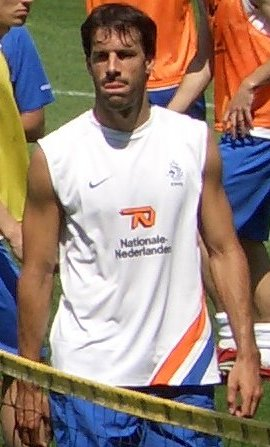
Entrenando con su selección en 2006.

En total disputó 10 partidos de clasificación para la Copa Mundial de 2006, en los que anotó 7 goles. En uno de ellos, en octubre de 2005, el seleccionador, Marco van Basten, se enfadó con Ruud debido a una agresión a Ron Vlaar durante un entrenamiento. Además en el partido que les enfrentó a Andorra recibió una tarjeta amarilla por celebrar su gol delante de un jugador rival con el que había discutido anteriormente. Durante la competición fue embajador oficial FIFA/SOS. Debutó en el Mundial de Alemania 2006 ante Serbia y Montenegro, en su segundo partido marcó un gol a Costa de Marfil y en el tercero de la fase de grupos quedaron empate a 0 ante Argentina. Su técnico no lo alineó en el partido que perdieron por un gol a cero en los octavos de final ante la selección de Portugal y se hizo público que antes del partido discutió con el entrenador.

### Eurocopa 2008
A raíz del Mundial, la mala relación entre ellos se agravó, lo que supuso que en los siguientes partidos de la selección no fuese convocado por el seleccionador neerlandés. El 23 de enero de 2007, anunció su retiro de la selección, sin embargo, tras varias conversaciones con Edwin van der Sar y Van Basten, ambos solucionaron sus diferencias. Después de meses, fue convocado de nuevo para defender la camiseta neerlandesa, para disputar un amistoso frente a Suiza, después de haber realizado una buena temporada en el Real Madrid. Disputó además 4 partidos de clasificación para la Eurocopa y anotó 2 goles. Durante la Eurocopa 2008 fue el máximo goleador del equipo junto a su compañero en el Real Madrid Wesley Sneijder y a Robin van Persie, con 2 goles en 3 partidos. Disputaron una magnífica primera fase en la que golearon a Italia (3-0), Francia (4-1) y Rumania (2-0). Sin embargo, a pesar de un gol suyo que les llevó a la prórroga ante la selección de Rusia, perdieron el encuentro por 3 goles a 1. Tras este encuentro anunció que se retiraba de la selección debido a la gran carga física que supone disputar partidos con su equipo y su selección. Sin embargo, después anunció que volvería para jugar su último Mundial, si el técnico nacional así lo disponía, aunque finalmente no fue convocado.

### Regreso a la selección
Volvió a ser convocado para jugar con su selección tras dos años para jugar las eliminatorias para la Eurocopa 2012. Disputó unos últimos minutos frente a San Marino, el 3 de septiembre de 2010. El partido iba 4 a 0 a favor de los neerlandeses, cuando Ruud aprovechó un centro para poner el 5 a 0 definitivo. Volvió a ser convocado para enfrentar a Finlandia el 7 de septiembre del mismo año y entró en el minuto 82. El 29 de marzo de 2011 también volvió a ser convocado para jugar contra la selección de Hungría ingresando en el minuto 46 y anotando un gol en el minuto 73 del encuentro. Aunque jugó algún partido en las eliminatorias, el seleccionador anunció meses antes que no sería convocado para jugar la Eurocopa 2012, ya que no tuvo regularidad en el Málaga F.C.

### Participaciones en Copas del Mundo
| Mundial                        | Sede                     | Resultado                | Partidos | Goles | Prom. |
| ------------------------------ | ------------------------ | ------------------------ | -------- | ----- | ----- |
| Copa Mundial de Fútbol de 2006 | Alemania                 | Octavos de final         | 3        | 1     | 0,33  |
| Total en Copas del Mundo       | Total en Copas del Mundo | Total en Copas del Mundo | 3        | 1     | 0,33  |

### Participaciones en Eurocopas
| Eurocopa           | Sede               | Resultado          | Partidos | Goles | Prom. |
| ------------------ | ------------------ | ------------------ | -------- | ----- | ----- |
| Eurocopa 2004      | Portugal           | Cuarto lugar       | 5        | 4     | 0,80  |
| Eurocopa 2008      | Austria y Suiza    | Cuartos de final   | 4        | 2     | 0,50  |
| Total en Eurocopas | Total en Eurocopas | Total en Eurocopas | 9        | 6     | 0,67  |

## Carrera como entrenador
El 22 de junio de 2013, Van Nistelrooy se incorporó al PSV Eindhoven como entrenador en prácticas trabajando con el equipo sub-17.En marzo de 2014, se anunció que ayudaría a Guus Hiddink en la selección de los Países Bajos después de la Copa Mundial de la FIFA 2014.En febrero del 2016, dejó su cargo en el seleccionado neerlandés para dirigir al equipo B1 del PSV, un conjunto compuesto por jugadores de entre 17 y 19 años.
En junio de 2018,  se convirtió en el entrenador del PSV sub-19, reemplazando a Mark van Bommel.En diciembre de 2019 se confirmó que Van Nistelrooy dejó su cargo en el club neerlandés para ser uno de los asistentes técnicos de Ronald Koeman en la selección de los Países Bajos.

### PSV
En marzo de 2022, Van Nistelrooy fue designado como entrenador del PSV Eindhoven a partir de la temporada 2022-23 y firmó un contrato por tres temporadas.Luego de obtener dos títulos en el fútbol neerlandés, presentó su renuncia con efecto inmediato en mayo de 2023 al no sentir respaldo por parte de la directiva del club.

### Manchester United
El 11 de julio de 2024, fue confirmado como asistente técnico de Erik ten Hag en el Manchester United hasta junio de 2026.El 28 de octubre, asumió interinamente al frente del primer equipo después del despido del técnico neerlandés.El 11 de noviembre, tras la llegada del nuevo entrenador Rúben Amorim, abandonó el club.

### Leicester City
El 29 de noviembre, fue confirmado como técnico del Leicester City y firmó un contrato hasta junio de 2027. Durante su estancia, el club mantuvo una racha de solo una victoria en 17 partidos y ocho derrotas consecutivas de local sin anotar goles, marcando un nuevo récord en el fútbol inglés. El 20 de abril de 2025, el equipo descendió al EFL Championship a cinco jornadas de la finalización de la Premier League, después de perder ante el Liverpool. El 27 de junio, fue relevado de sus funciones tras la finalización de la temporada.

## Clubes y estadísticas

### Jugador
| FC Den Bosch · Países Bajos |                     |                     |     |     |    |    |    |    |    |    |     |     |     |      |      |
| 2.ª | 1993-94             | 2                   | 0   | 0   | —  | —  | —  | —  | —  | —  | 2   | 0   | 0   | 0,00 |      |
| 2.ª | 1994-95             | 15                  | 3   | 2   | 2  | 3  | 1  | —  | —  | —  | 17  | 6   | 3   | 0,35 |      |
| 2.ª | 1995-96             | 21                  | 2   | 3   | —  | —  | —  | —  | —  | —  | 21  | 2   | 3   | 0,10 |      |
| 2.ª | 1996-97             | 31                  | 12  | 7   | —  | —  | —  | —  | —  | —  | 31  | 12  | 7   | 0,39 |      |
| Total club | Total club          | 69                  | 17  | 12  | 2  | 3  | 1  | 0  | 0  | 0  | 71  | 20  | 13  | 0,28 |      |
| Sportclub Heerenveen · Países Bajos |                     |                     |     |     |    |    |    |    |    |    |     |     |     |      |      |
| 1.ª | 1997-98             | 31                  | 13  | 6   | 5  | 3  | 3  | —  | —  | —  | 36  | 16  | 9   | 0,44 |      |
| Total club | Total club          | 31                  | 13  | 6   | 5  | 3  | 3  | 0  | 0  | 0  | 36  | 16  | 9   | 0,44 |      |
| PSV Eindhoven · Países Bajos |                     |                     |     |     |    |    |    |    |    |    |     |     |     |      |      |
| 1.ª | 1998-99             | 34                  | 31  | 8   | 5  | 4  | 2  | 7  | 6  | 1  | 46  | 41  | 11  | 0,89 |      |
| 1.ª | 1999-00             | 23                  | 29  | 8   | 1  | 0  | 0  | 8  | 3  | 0  | 32  | 32  | 8   | 1,00 |      |
| 1.ª | 2000-01             | 10                  | 2   | 2   | 2  | 2  | 0  | —  | —  | —  | 12  | 4   | 2   | 0,33 |      |
| Total club | Total club          | 67                  | 62  | 18  | 8  | 6  | 2  | 15 | 9  | 1  | 90  | 77  | 21  | 0,86 |      |
| Manchester United CF Inglaterra |                     |                     |     |     |    |    |    |    |    |    |     |     |     |      |      |
| 1.ª | 2001-02             | 32                  | 23  | 4   | 3  | 3  | 0  | 14 | 10 | 4  | 49  | 36  | 8   | 0,74 |      |
| 1.ª | 2002-03             | 34                  | 25  | 4   | 7  | 5  | 1  | 11 | 14 | 4  | 52  | 44  | 9   | 0,84 |      |
| 1.ª | 2003-04             | 32                  | 20  | 2   | 5  | 6  | 0  | 7  | 4  | 2  | 44  | 30  | 4   | 0,68 |      |
| 1.ª | 2004-05             | 17                  | 6   | 1   | 3  | 2  | 4  | 7  | 8  | 1  | 27  | 16  | 6   | 0,59 |      |
| 1.ª | 2005-06             | 35                  | 21  | 3   | 4  | 1  | 1  | 8  | 2  | 0  | 47  | 24  | 4   | 0,51 |      |
| Total club | Total club          | 150                 | 95  | 14  | 22 | 17 | 6  | 47 | 38 | 11 | 219 | 150 | 31  | 0,68 |      |
| Real Madrid CF · España |                     |                     |     |     |    |    |    |    |    |    |     |     |     |      |      |
| 1.ª | 2006-07             | 37                  | 25  | 2   | 3  | 2  | 0  | 7  | 6  | 0  | 47  | 33  | 2   | 0,70 |      |
| 1.ª | 2007-08             | 24                  | 16  | 6   | 2  | 0  | 0  | 7  | 4  | 3  | 33  | 20  | 9   | 0,61 |      |
| 1.ª | 2008-09             | 6                   | 4   | 2   | 2  | 3  | 0  | 4  | 3  | 0  | 12  | 10  | 2   | 0,83 |      |
| 1.ª | 2009-10             | 1                   | 1   | 0   | 2  | 0  | 0  | 1  | 0  | 0  | 4   | 1   | 0   | 0,25 |      |
| Total club | Total club          | 68                  | 46  | 10  | 9  | 5  | 0  | 19 | 13 | 3  | 96  | 64  | 13  | 0,67 |      |
| Hamburgo SV · Alemania |                     |                     |     |     |    |    |    |    |    |    |     |     |     |      |      |
| 1.ª | 2009-10             | 11                  | 5   | 0   | —  | —  | —  | 7  | 2  | 1  | 18  | 7   | 1   | 0,39 |      |
| 1.ª | 2010-11             | 25                  | 7   | 2   | 1  | 3  | 1  | —  | —  | —  | 26  | 10  | 3   | 0,39 |      |
| Total club | Total club          | 36                  | 12  | 2   | 1  | 3  | 1  | 7  | 2  | 1  | 44  | 17  | 4   | 0,39 |      |
| Málaga CF · España |                     |                     |     |     |    |    |    |    |    |    |     |     |     |      |      |
| 1.ª | 2011-12             | 28                  | 4   | 1   | 4  | 1  | 0  | —  | —  | —  | 32  | 5   | 1   | 0,16 |      |
| Total club | Total club          | 28                  | 4   | 1   | 4  | 1  | 0  | 0  | 0  | 0  | 32  | 5   | 1   | 0,16 |      |
| Total en su carrera | Total en su carrera | Total en su carrera | 449 | 249 | 63 | 51 | 38 | 13 | 88 | 62 | 16  | 588 | 349 | 92   | 0,59 |
| (1) Incluye datos de la Supercopa de los Países Bajos (1998); Copa de los Países Bajos (1994-01); Community Shield / FA Cup / Copa de la Liga de Inglaterra (2001-06); Supercopa de España (2007-08); Copa de Alemania (2010); Copa del Rey (2006-12). (3) Incluye datos de la Liga de Campeones de la UEFA (1999-09); Liga Europa de la UEFA (2010). (3) No incluye goles en partidos amistosos. |                     |                     |     |     |    |    |    |    |    |    |     |     |     |      |      |

### Selecciones
| Selección                                                                                              | Temporada     | Amistosos | Amistosos | Amistosos | Europa(1) | Europa(1) | Europa(1) | Mundial | Mundial | Mundial | Total | Total | Total  | Media goleadora |
| Selección                                                                                              | Temporada     | Part.     | Goles     | Asist.    | Part.     | Goles     | Asist.    | Part.   | Goles   | Asist.  | Part. | Goles | Asist. | Media goleadora |
| --- | ------------- | --------- | --------- | --------- | --------- | --------- | --------- | ------- | ------- | ------- | ----- | ----- | ------ | --------------- |
| Sub-21 · Países Bajos                                                                                  | 1998          | —         | —         | —         | 3         | 0         | 0         | —       | —       | —       | 3     | 0     | 0      | 0,00            |
| Sub-21 · Países Bajos                                                                                  | Total         | 0         | 0         | 0         | 3         | 0         | 0         | 0       | 0       | 0       | 3     | 0     | 0      | 0,00            |
| Absoluta · Países Bajos                                                                                | 1998          | 1         | 0         | 0         | —         | —         | —         | —       | —       | —       | 1     | 0     | 0      | 0,00            |
| Absoluta · Países Bajos                                                                                | 1999          | 8         | 1         | 0         | —         | —         | —         | —       | —       | —       | 8     | 1     | 0      | 0,13            |
| Absoluta · Países Bajos                                                                                | 2000          | 1         | 0         | 0         | —         | —         | —         | —       | —       | —       | 1     | 0     | 0      | 0,00            |
| Absoluta · Países Bajos                                                                                | 2001          | 4         | 4         | 0         | 3         | 3         | 0         | —       | —       | —       | 7     | 7     | 0      | 1,00            |
| Absoluta · Países Bajos                                                                                | 2002          | 3         | 1         | 1         | 1         | 0         | 0         | —       | —       | —       | 4     | 1     | 1      | 0,25            |
| Absoluta · Países Bajos                                                                                | 2003          | 2         | 0         | 0         | 6         | 5         | 0         | —       | —       | —       | 8     | 5     | 0      | 0,63            |
| Absoluta · Países Bajos                                                                                | 2004          | 5         | 2         | 0         | 6         | 4         | 0         | —       | —       | —       | 11    | 6     | 0      | 0,55            |
| Absoluta · Países Bajos                                                                                | 2005          | 2         | 1         | 0         | 7         | 4         | 0         | —       | —       | —       | 9     | 5     | 0      | 0,56            |
| Absoluta · Países Bajos                                                                                | 2006          | 2         | 2         | 0         | —         | —         | —         | 3       | 1       | 0       | 5     | 3     | 0      | 0,60            |
| Absoluta · Países Bajos                                                                                | 2007          | 1         | 0         | 0         | 4         | 2         | 0         | —       | —       | —       | 5     | 2     | 0      | 0,40            |
| Absoluta · Países Bajos                                                                                | 2008          | 2         | 1         | 0         | 3         | 2         | 0         | —       | —       | —       | 5     | 3     | 0      | 0,60            |
| Absoluta · Países Bajos                                                                                | 2009          | —         | —         | —         | —         | —         | —         | —       | —       | —       | 10    | 10    | 3      | 1,00            |
| Absoluta · Países Bajos                                                                                | 2010          | —         | —         | —         | 3         | 1         | 0         | —       | —       | —       | 3     | 1     | 0      | 0,33            |
| Absoluta · Países Bajos                                                                                | 2011          | 1         | 0         | 0         | 2         | 1         | 0         | —       | —       | —       | 3     | 1     | 0      | 0,33            |
| Absoluta · Países Bajos                                                                                | Total         | 32        | 12        | 1         | 35        | 22        | 0         | 3       | 1       | 0       | 70    | 35    | 4      | 0,50            |
| Total carrera                                                                                          | Total carrera | 32        | 12        | 1         | 38        | 22        | 0         | 3       | 1       | 0       | 73    | 35    | 4      | 0,48            |
| (1) Incluye los partidos de las Eurocopa Sub-21 (1998); Clasificatorias Europeas / Eurocopa (2001-11). |               |           |           |           |           |           |           |         |         |         |       |       |        |                 |

### Resumen estadístico
| Competición           | Partidos | Goles | Promedio | Asistencias | Promedio | Goles y asistencias | Promedio |
| --------------------- | -------- | ----- | -------- | ----------- | -------- | ------------------- | -------- |
| Primera División      | 380      | 232   | 0,61     | 59          | 0,16     | 291                 | 0,77     |
| Segunda División      | 69       | 17    | 0,25     | 12          | 0,17     | 29                  | 0,42     |
| Copas nacionales      | 51       | 38    | 0,75     | 13          | 0,26     | 51                  | 1,00     |
| Copas internacionales | 88       | 62    | 0,68     | 16          | 0,18     | 76                  | 0,86     |
| Selección absoluta    | 70       | 35    | 0,50     | 1           | 0,01     | 36                  | 0,51     |
| Selección sub-21      | 3        | 0     | 0,00     | 0           | 0,00     | 0                   | 0,00     |
| Total                 | 661      | 384   | 0,58     | 101         | 0,15     | 483                 | 0,73     |

### Tripletes
| 1  | 31 de octubre de 1998    | Philips Stadion, Eindhoven    | PSV Eindhoven - Sparta de Róterdam          |  | 4 - 0 | Eredivisie 1998-99                   |
| 2  | 25 de noviembre de 1998  | Olímpico de Helsinki, Töölö   | HJK Helsinki - PSV Eindhoven                |  | 1 - 3 | Liga de Campeones de la UEFA 1998-99 |
| 3  | 14 de agosto de 1999     | De Kuip, Róterdam             | PSV Eindhoven - MVV Maastricht              |  | 4 - 1 | Eredivisie 1999-00                   |
| 4  | 25 de septiembre de 1999 | Philips Stadion, Eindhoven    | PSV Eindhoven - Willem II Tilburgo          |  | 6 - 1 | Eredivisie 1999-00                   |
| 5  | 2 de octubre de 1999     | Philips Stadion, Eindhoven    | PSV Eindhoven - Sparta de Róterdam          |  | 7 - 0 | Eredivisie 1999-00                   |
| 6  | 15 de diciembre de 1999  | Amsterdam Arena, Ámsterdam    | Ajax de Ámsterdam - PSV Eindhoven           |  | 1 - 3 | Eredivisie 1999-00                   |
| 7  | 10 de febrero de 2000    | Philips Stadion, Eindhoven    | PSV Eindhoven - Ajax de Ámsterdam           |  | 4 - 0 | Eredivisie 1999-00                   |
| 8  | 26 de diciembre de 2001  | Old Trafford, Gran Mánchester | Manchester United FC - Southampton FC       |  | 6 - 1 | Premier League 2001-02               |
| 9  | 23 de noviembre de 2002  | Old Trafford, Gran Mánchester | Manchester United FC - Newcastle United FC  |  | 5 - 3 | Premier League 2002-03               |
| 10 | 22 de marzo de 2003      | Old Trafford, Gran Mánchester | Manchester United FC - Fulham FC            |  | 3 - 0 | Premier League 2002-03               |
| 11 | 3 de mayo de 2003        | Old Trafford, Gran Mánchester | Manchester United FC - Charlton Athletic FC |  | 4 - 1 | Premier League 2002-03               |
| 12 | 27 de septiembre de 2003 | King Power Stadium, Leicester | Leicester City FC - Manchester United FC    |  | 1 - 4 | Premier League 2003-04               |
| 13 | 19 de noviembre de 2003  | Amsterdam Arena, Ámsterdam    | Países Bajos - Escocia                      |  | 6 - 0 | Clasificatorias Eurocopa 2004        |
| 14 | 3 de noviembre de 2004   | Old Trafford, Gran Mánchester | Manchester United FC - Sparta Praga         |  | 4 - 1 | Liga de Campeones de la UEFA 2004-05 |
| 15 | 10 de septiembre de 2006 | Ciudad de Valencia, Valencia  | Levante UD - Real Madrid CF                 |  | 1 - 4 | Primera División de España 2006-07   |
| 16 | 12 de noviembre de 2006  | Reyno de Navarra, Pamplona    | CA Osasuna - Real Madrid CF                 |  | 1 - 4 | Primera División de España 2006-07   |
| 17 | 15 de agosto de 2010     | Gießerei-Arena, Torgelow      | Torgelower SV Greif - Hamburgo SV           |  | 1 - 5 | Copa de Alemania 2010-11             |

### Entrenador
| Equipo                       | Div.                | Temporada           | Liga  | Liga | Liga | Liga | Liga |       | Copa | Copa | Copa | Copa  |   | Internacional | Internacional | Internacional | Internacional | Internacional |   | Otros | Otros | Otros | Otros |    | Totales     | Totales | Totales | Totales | Totales | Totales | Totales | Totales |
| Equipo                       | Div.                | Temporada           | Part. | G    | E    | P    | Pos. | Part. | G    | E    | P    | Part. | G | E             | P             | Pos.          | Part.         | G             | E | P     | Part. | G     | E     | P  | Rendimiento | GF      | GC      | Dif.    |         |         |         |         |
| ---------------------------- | ------------------- | ------------------- | ----- | ---- | ---- | ---- | ---- | ----- | ---- | ---- | ---- | ----- | - | ------------- | ------------- | ------------- | ------------- | ------------- | - | ----- | ----- | ----- | ----- | -- | ----------- | ------- | ------- | ------- | ------- | ------- | ------- | ------- |
| PSV Eindhoven · Países Bajos | 1.ª                 | 2022-23             | 33    | 22   | 6    | 5    | Inc. | 5     | 4    | 1    | 0    | 12    | 6 | 3             | 3             | 1/16          | 1             | 1             | 0 | 0     | 51    | 33    | 10    | 8  | 71.25%      | 126     | 60      | +66     |         |         |         |         |
| PSV Eindhoven · Países Bajos | Total               | Total               | 33    | 22   | 6    | 5    | -    | 5     | 4    | 1    | 0    | 12    | 6 | 3             | 3             | -             | 1             | 1             | 0 | 0     | 51    | 33    | 10    | 8  | 71.25%      | 126     | 60      | +66     |         |         |         |         |
| Manchester United Inglaterra | 1.ª                 | 2024-25             | 2     | 1    | 1    | 0    | Int. | 1     | 1    | 0    | 0    | 1     | 1 | 0             | 0             | Int.          | -             | -             | - | -     | 4     | 3     | 1     | 0  | 83.33%      | 11      | 3       | +8      |         |         |         |         |
| Manchester United Inglaterra | Total               | Total               | 2     | 1    | 1    | 0    | -    | 1     | 1    | 0    | 0    | 1     | 1 | 0             | 0             | -             | -             | -             | - | -     | 4     | 3     | 1     | 0  | 83.33%      | 11      | 3       | +8      |         |         |         |         |
| Leicester City Inglaterra    | 1.ª                 | 2024-25             | 25    | 4    | 3    | 18   | 18.º | 2     | 1    | 0    | 1    | -     | - | -             | -             | -             | -             | -             | - | -     | 27    | 5     | 3     | 19 | 22.22%      | 24      | 57      | -33     |         |         |         |         |
| Leicester City Inglaterra    | Total               | Total               | 25    | 4    | 3    | 18   | -    | 2     | 1    | 0    | 1    | -     | - | -             | -             | -             | -             | -             | - | -     | 27    | 5     | 3     | 19 | 22.22%      | 24      | 57      | -33     |         |         |         |         |
| Total en su carrera          | Total en su carrera | Total en su carrera | 60    | 27   | 10   | 23   | -    | 8     | 6    | 1    | 1    | 13    | 7 | 3             | 3             | -             | 1             | 1             | 0 | 0     | 82    | 41    | 14    | 27 | 55.69%      | 161     | 120     | +41     |         |         |         |         |
| 1. 2. 3.                     |                     |                     |       |      |      |      |      |       |      |      |      |       |   |               |               |               |               |               |   |       |       |       |       |    |             |         |         |         |         |         |         |         |

#### Resumen por competiciones
| Competición                   | Partidos | Ganados | Empatados | Perdidos | %      | Resultado              |
| ----------------------------- | -------- | ------- | --------- | -------- | ------ | ---------------------- |
| Eredivisie                    | 33       | 22      | 6         | 5        | 72.73% | Subcampeón             |
| Copa de los Países Bajos      | 5        | 4       | 1         | 0        | 86.67% | Campeón                |
| Supercopa de los Países Bajos | 1        | 1       | 0         | 0        | 100%   | Campeón                |
| Premier League                | 27       | 5       | 4         | 18       | 23.46% | 18.º lugar             |
| FA Cup                        | 2        | 1       | 0         | 1        | 50%    | Cuarta ronda           |
| EFL Cup                       | 1        | 1       | 0         | 0        | 100%   | Cuarta ronda           |
| Liga de Campeones de la UEFA  | 4        | 1       | 2         | 1        | 41.67% | Cuarta ronda           |
| Liga Europa de la UEFA        | 9        | 6       | 1         | 2        | 70.37% | Dieciseisavos de final |
| Total                         | 82       | 41      | 14        | 27       | 55.69% | 2 Títulos              |

## Palmarés

### Como jugador

#### Campeonatos nacionales
| Título                        | Club              | País         | Año  |
| ----------------------------- | ----------------- | ------------ | ---- |
| Supercopa de los Países Bajos | PSV Eindhoven     | Países Bajos | 1998 |
| Eredivisie                    | PSV Eindhoven     | Países Bajos | 2000 |
| Supercopa de los Países Bajos | PSV Eindhoven     | Países Bajos | 2000 |
| Eredivisie                    | PSV Eindhoven     | Países Bajos | 2001 |
| Premier League                | Manchester United | Inglaterra   | 2003 |
| Community Shield              | Manchester United | Inglaterra   | 2003 |
| FA Cup                        | Manchester United | Inglaterra   | 2004 |
| Carling Cup                   | Manchester United | Inglaterra   | 2006 |
| La Liga                       | Real Madrid       | España       | 2007 |
| La Liga                       | Real Madrid       | España       | 2008 |
| Supercopa de España           | Real Madrid       | España       | 2008 |

### Como entrenador

#### Campeonatos nacionales
| Título                        | Club          | País         | Año  |
| ----------------------------- | ------------- | ------------ | ---- |
| Supercopa de los Países Bajos | PSV Eindhoven | Países Bajos | 2022 |
| Copa de los Países Bajos      | PSV Eindhoven | Países Bajos | 2023 |

### Distinciones individuales
| Distinción                                             | Año                       |
| ------------------------------------------------------ | ------------------------- |
| Máximo goleador de la Eredivisie                       | 1998/99, 1999/00          |
| Futbolista del año en los Países Bajos                 | 1999, 2000                |
| Máximo goleador de la Liga de Campeones                | 2001/02, 2002/03, 2004/05 |
| Equipo del año ESM en Europa                           | 2001/02                   |
| Premio PFA al jugador del año                          | 2001/02                   |
| Equipo del año PFA Premier League                      | 2001/02, 2003/04          |
| Jugador del año del Manchester United                  | 2001/02, 2002/03          |
| Máximo goleador de la Premier League                   | 2002/03                   |
| Jugador del Año de la Premier League                   | 2002/03                   |
| Mejor delantero de la Liga de Campeones                | 2002/03                   |
| FIFA 100                                               | 2004                      |
| Máximo goleador de La Liga                             | 2006/07                   |
| Máximo goleador internacional de la década según IFFHS | 2001-2010                 |

## Vida privada
Se casó con su novia, Leontien Slaats, en julio de 2004. La pareja tuvo su primer hijo en septiembre de 2006, Moa Annette, y en marzo de 2008 su segundo, Liam. Junto con su esposa forma parte de Aldeas Infantiles SOS, además de ser desde 2001 embajador FIFA de Aldeas Infantiles SOS en los Países Bajos.